# Felix von Urgell
Felix von Urgell († 818) war ein frühmittelalterlicher Theologe und Bischof von Urgell.

## Adoptianismus-Debatte
Felix folgte der in Spanien von Erzbischof Elipandus von Toledo vertretenen adoptianistischen Lehre, der zufolge Christus seiner göttlichen Natur nach natürlicher Sohn, seiner menschlichen Natur nach jedoch nur Adoptivsohn Gottes sei. Er wurde 792 auf der Synode von Regensburg zum Widerruf gezwungen. Zurück in seinem Bistum Urgell kehrte er jedoch wieder zur adoptianistischen Lehre zurück. Daher wurde seine Lehre auf der Synode von Frankfurt 794 erneut verurteilt.
Alkuin (Libellus adversus Felicis haeresim, Contra Felicem Urgellitanum libri VII, Adversus Elipandum libri IV) und Paulinus von Aquileia (Contra Felicem Urgellitanum episcopum libri VII) befassten sich in einer Reihe von Schriften ausführlich mit der Widerlegung der Positionen Felix’ und Elipands. Die Kontroverse erreichte 799 mit einer Disputation zwischen Alkuin und Felix auf dem Konzil von Aachen ihren Kulminationspunkt. Felix wurde zum Verzicht auf sein Bistum genötigt und blieb fortan in Gefangenschaft in Lyon, wo er 818 starb. Er gilt als Lehrer des Bischofs Claudius von Turin.